# حافظ به روایت کیارستمی
حافظ به روایت کیارستمی برای اولین بار در سال ۱۳۸۵ به چاپ رسید. در این کتاب عباس کیارستمی با سبکی مدرن به برجسته‌سازی برخی از مصرع‌های شعر حافظ پرداخته‌است که تنوعی در بررسی اشعار حافظ می‌باشد.

## ویژگی‌های کتاب
در این کتاب اشعار موضوع‌بندی شده‌اند و این موضوع‌بندی در ۱۸ فصل انجام شده‌است. هر فصل عنوانی دارد که برگرفته از اشعار حافظ می‌باشد. در این کتاب فقط به نوشتن مطلعی از یک غزل اکتفا شده‌است نه تمامی غزل. و در هر فصل اشعار مربوط به یک تم و موضوع گرد آوری شده‌است. این روش، خواندن اشعار حافظ را برای خواننده آسان‌تر می‌کند.
بهاءالدین خرمشاهی حافظ پژوه سرشناس در مقدمه کتاب خطاب به کیارستمی می‌نویسد:
«حسن کار شما این است که به قیمت برجسته‌سازی ابیات کمتر مشهور، کمتر از اشعار خیلی معروف و ضرب‌المثل شده حافظ استفاده کرده‌اید، حاصل کار شما یک تنوع هنری مهم در کار و بار شعر و حافظ پژوهی است.»